# 岐阜市八ツ草球場

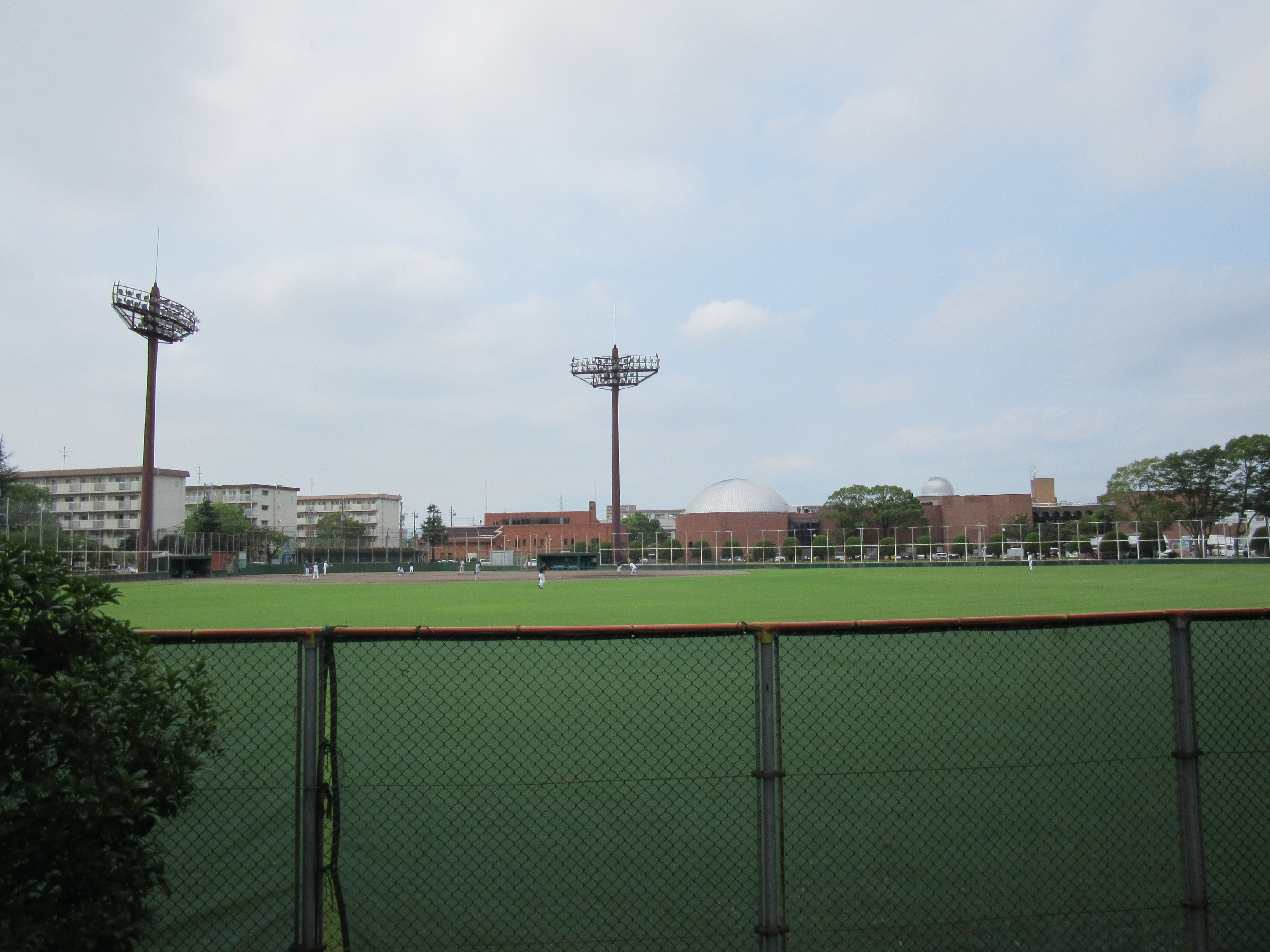
八ツ草球場

岐阜市八ツ草球場（ぎふしやつくさきゅうじょう）は、岐阜県岐阜市の八ツ草公園内にある野球場。岐阜市が運営管理を行っている。

## 歴史
1981年（昭和56年）10月開場。1988年（昭和63年）秋にはナイター設備が増設された。尚、利用は軟式野球・ソフトボールに限定されており、硬式野球での利用は不可。
毎年、東北楽天ゴールデンイーグルス・山﨑武司が主催する「山﨑武司杯学童軟式野球大会」が岐阜市周辺で行われているが、八ツ草球場は岐阜ファミリーパーク野球場等と共に同杯の開催球場となっている。

## 施設概要
- グラウンド面積：12,000m2
- 両翼：95m、中堅：115m
- 照明設備：4基
- スコアボード：電動式
- 収容人員：550人

## 近隣施設
同じく八ツ草公園の敷地内には、岐阜市科学館が所在する。また、岐阜県立岐南工業高等学校が隣接している。
道路を隔てた宇佐地区には、岐阜県美術館や岐阜県図書館が所在する。

## 交通
- JR東海道本線・高山本線 岐阜駅、名鉄名古屋本線・各務原線 名鉄岐阜駅から岐阜バス「加野団地線」市橋行きで「県美術館」停留所下車、徒歩で約1分。
- 駐車場は約50台分。